# Ghiacciaio Whewell
Il ghiacciaio Whewell è uno stretto e ripido ghiacciaio situato sulla costa di Borchgrevink, nella regione nord-occidentale della Dipendenza di Ross, in Antartide. In particolare, il ghiacciaio, il cui punto più alto si trova a circa 2200 m s.l.m., si trova all'estremità sud-orientale dei monti dell'Ammiragliato e qui fluisce verso sud-est, partendo dal versante orientale dell'omonimo monte Whewell, fino a unire il proprio flusso a quello del ghiacciaio Honeycomb.

## Storia
Il ghiacciaio Whewell è stato mappato per la prima volta dallo United States Geological Survey grazie a fotografie scattate durante ricognizioni aeree dalla marina militare statunitense (USN) nel periodo 1960-62, e così battezzato dal comitato consultivo dei nomi antartici in associazione con il monte Whewell, a sua volta così battezzato il 15 gennaio 1841 dall'esploratore polare James Clark Ross in onore del reverendo William Whewell (1794-1866), direttore del Trinity College di Cambridge.